# Mentha rotundifolia
Mentha rotundifolia (L) Huds.     är en kransblommig växt som ingår i släktet myntor och familjen kransblommiga växter.
Svenskt namn rundmynta.

## Underarter
- Mentha longifolia subsp. longifolia (L.) Huds.
- Mentha longifolia var. longifolia (L.) L.
- Mentha suaveolens var. bullata (Briq.) Lebeau J.Duvign., 1974
- Mentha suaveolens var. craspedota Lebeau & J.Duvign., 1974
- Mentha suaveolens var. elongata (Ten.) Lebeau & J.Duvign., 1974
- Mentha suaveolens var. glabrescens (Timb.-Lagr.) Lebeau & J.Duvign., 1974
- Mentha suaveolens subsp. insularis (Req.) Greuter, (1972
- Mentha suaveolens var. lepteilema (Briq.) Lebeau & J.Duvign., 1974
- Mentha suaveolens var. meduanensis (Déségl. & T.Durand) Lebeau & J.Duvign., 1974
- Mentha suaveolens var. oblongifolia (Strail) Lebeau & J.Duvign., 1974
- Mentha suaveolens var. posoniensis Heinr.Braun, 1895
- Mentha suaveolens var. reverchonii (Rouy) Greuter, 1972
- Mentha suaveolens var. serrata (Pérard) Lebeau & J.Duvign., 1974
- Mentha suaveolens subsp. timija (Coss. ex Briq.) Harley, 1977

## Bilder

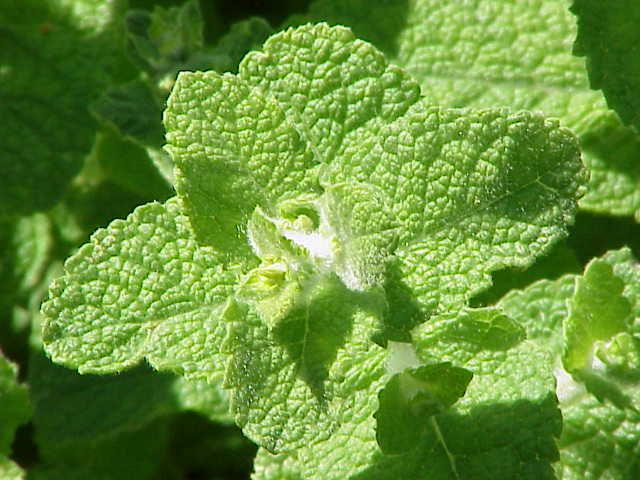
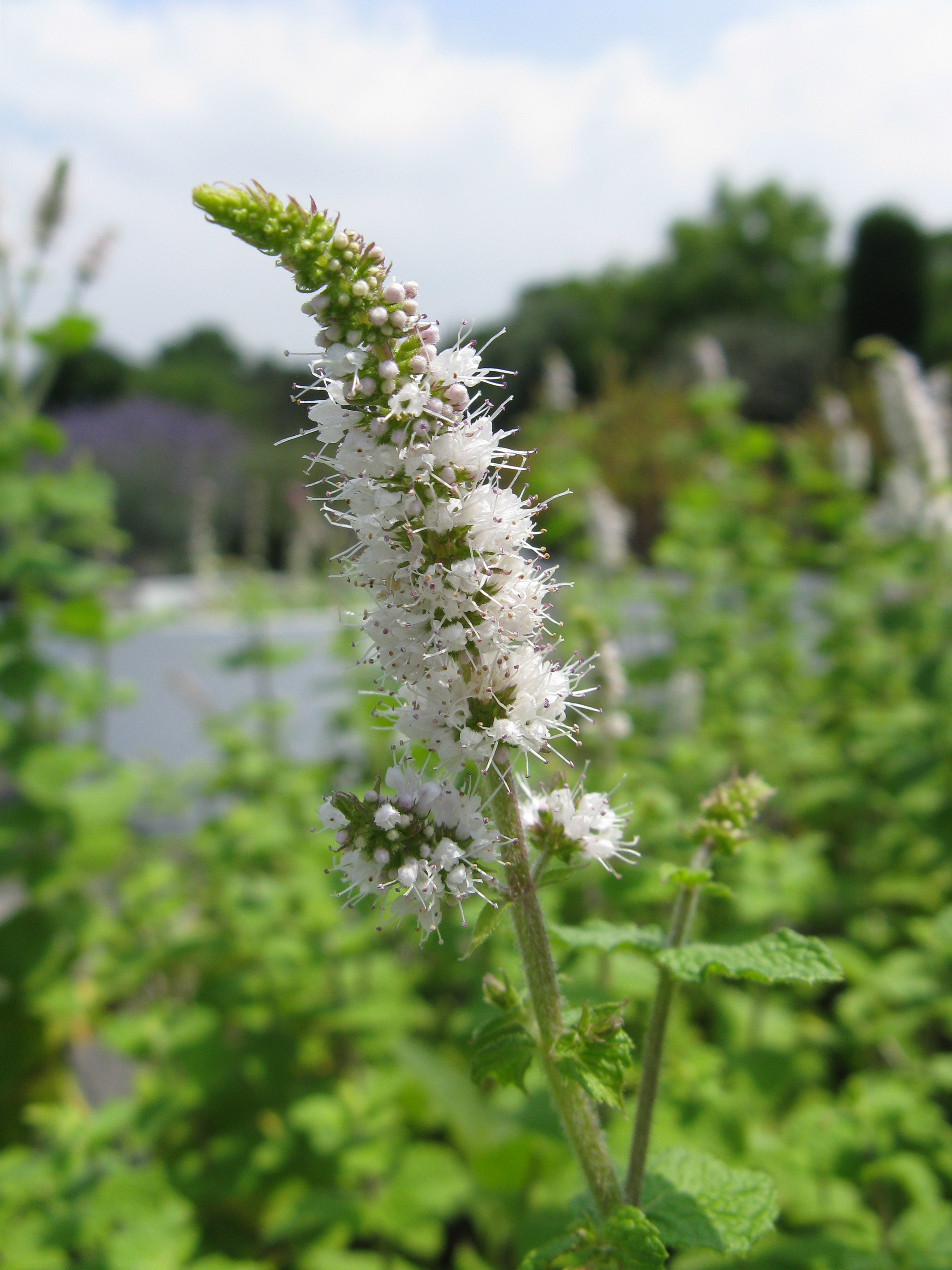
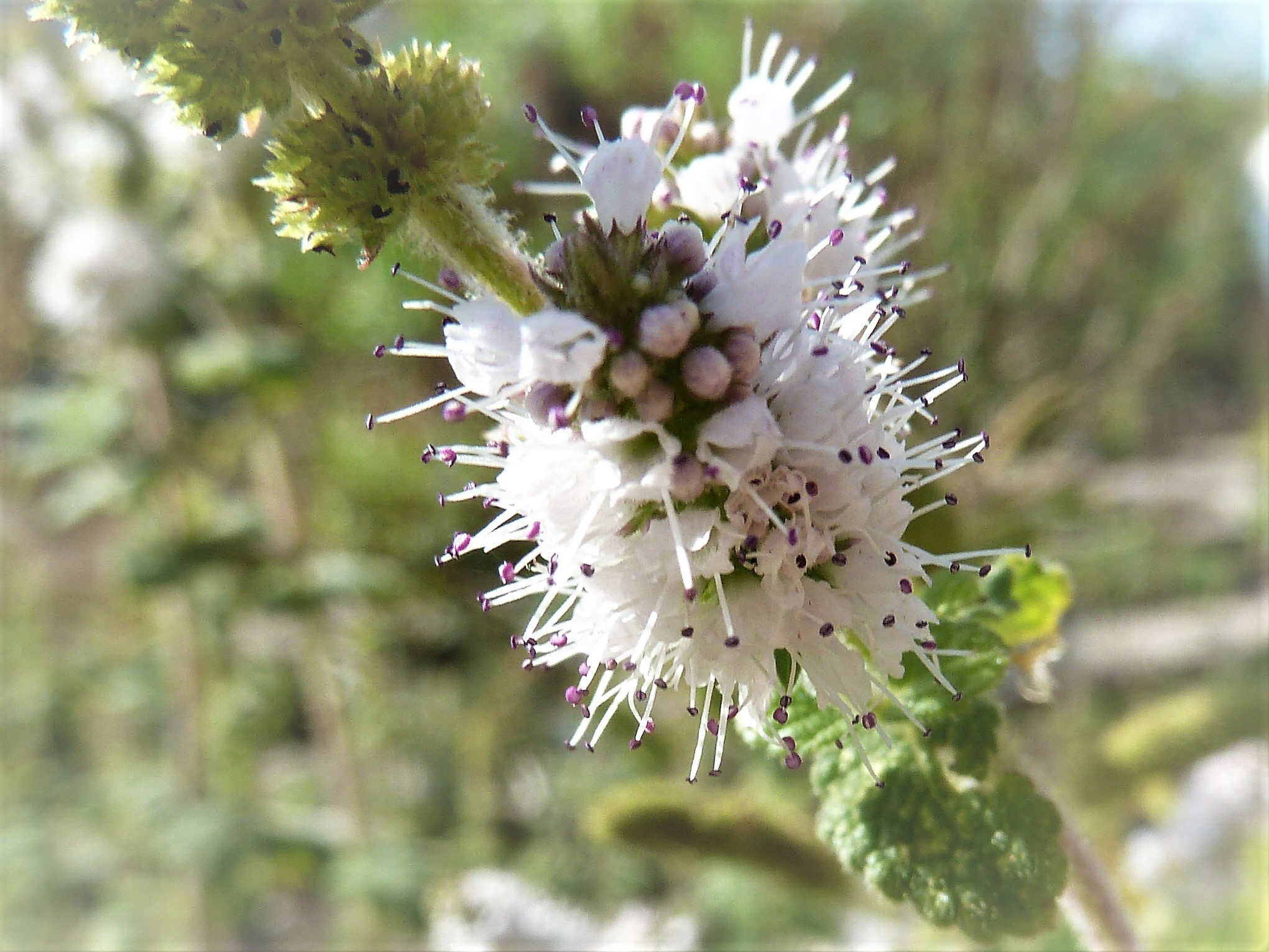
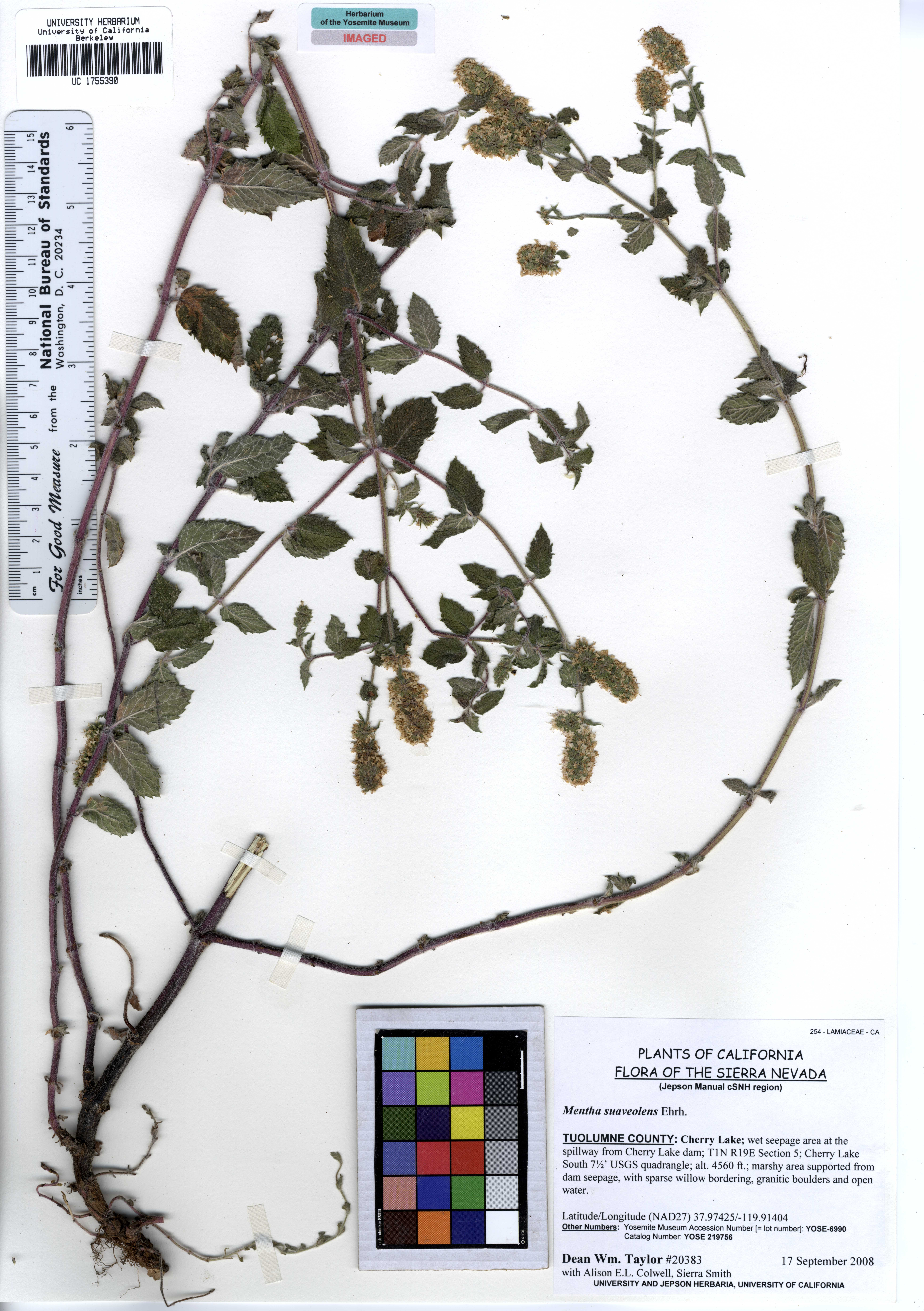
Herbarium